# 15363 Ізаї
15363 Ізаї (15363 Ysaye) — астероїд головного поясу, відкритий 18 березня 1996 року.
Тіссеранів параметр щодо Юпітера — 3,573.
Названо на честь Ежена Ізаї (фр. Eugène Ysaÿe, 1858 — 1931) — бельгійського скрипаля і композитора.